# Медаль пілота (США)
Медаль пілота (США) або Медаль військовослужбовця повітряних сил (англ. Airman's Medal) — військова нагорода Повітряних сил США, яку присуджують військовослужбовцям Збройних сил США або дружніх нації, які, перебуваючи на службі на будь-якій посаді у військово-повітряних силах США, відзначилися героїчними діями, здійсненими, як правило, добровільно з великим ризиком для життя, але, в ситуації, яка не була пов'язана з реальними бойовими діями. Збереження життя або успіх добровільного героїчного вчинку не впливає на нагородження. Військовослужбовці не нагороджуються цієї відзнакою за відмінне виконання своїх обов'язків.
Медаль військовослужбовця військово-повітряних сил була авторизована Департаментом ПС США 10 серпня 1956 року, а 6 липня 1960 введена в дію відповідно до 10 Коду США § 8750 (англ. 10 U.S. Code 8750). Першим кавалером та першим нагородженим медаллю став капітан ПС США Джон Баргер, за героїчний вчинок у 1959 році.